# 托马斯·蒙克尔特
托马斯·蒙克尔特（德語：Thomas Munkelt，1952年8月3日—），德国男子田径运动员。他曾代表东德参加1976年和1980年夏季奥林匹克运动会田径比赛，其中1980年奥运会获得一枚金牌。